# フィリップ・ウィルビー
フィリップ・ウィルビー（Philip Wilby, 1949年 - ）は、イギリスの作曲家。その作風から現代作曲界の巨人と表現される。

## 来歴
1949年にイングランドのウェスト・ヨークシャーに生まれ、オックスフォード大学で学ぶ。ロイヤル・オペラ・ハウスやバーミンガム市交響楽団においてヴァイオリニストとして活動した後、1972年からリーズ大学で教鞭を執る。オルガニスト、ピアニストとしても活動している。
作品はピアノ曲、室内楽、合唱作品など多岐にわたるが、特にブラスバンド作品の評価は高く、1990年初頭から隔年でチャンピオンシップの課題曲を委嘱され、また各大会の課題曲や自由曲として頻繁に演奏されている。またその内容や演奏技術は非常に難しく、従来のブラスバンドの伝統を踏襲しながらも、作品は気品と重厚感溢れるサウンドを持ち、かつ金管楽器で吹奏困難とされる大胆な楽句を多く要求している。常にブラスバンドの可能性を追求した作品を発表しており、近年のブラスバンドの演奏水準を一気に引き上げた要因の一つにもなっている。宗教的な題材を用いた作品や、過去の作曲家（ジュゼッペ・ヴェルディ、アントニオ・ヴィヴァルディなど）に敬意を表した作品が多いことも特徴である。
ヴォルフガング・アマデウス・モーツァルトの未完成作品であるヴァイオリンとピアノのための協奏曲 ニ長調 K.Anh.56 (315f)、ヴァイオリン、ヴィオラとチェロのための協奏交響曲 イ長調 Anh.104(320e)を補筆していることでも知られる。

## ブラスバンド主要作品
- パガニーニ・バリエーション（Paganini Variations, 1991年）
- ザ・ニュー・エルサレム（The New Jerusalem, 1992年）
- 仮面舞踏会（Masquerade, 1993年）
- レヴェレーション（Revelation, 1995年）
- ジャズ（Jazz, 1997年）
- 舞い降りる鳩（...Dove Descending, 1999年）
- アトランティック（Atlantic, 2002）
- 動画のための音楽（Music for the Moving Image, 2004年）
- ノーザン・ライツ（Northern Lights, 2005年）
- ウィーンの夜（Vienna Nights, 2006年）
- レッド・プリースト（Red Priest, 2010年）